# المرأة في نيوزيلندا
المرأة في نيوزيلندا هي المرأة التي تعيش في أو تنتمي إلى المجتمع متعدد الثقافات نيوزيلندا. وكن أول مستوطنات إناث في نيوزيلندا من الشعب الماوري.
أول امرأة أوروبية بيضاء البشرة تستقر في نيوزيلندا هي شارلوت بادجر (كان لديها في وقت لاحق ابنة معروفة باسم كاثرين).
اليوم، النساء في نيوزيلندا، والتي يمكن أيضا أن يطلق عليهن نساء الكيوي، قد إنحدرن من، أوروبا و آسيا وجزر المحيط الهادئ .
نساء نيوزيلندا لديها نفس المستوى من المساواة القانونية مع الرجل.

## التعليم
خريجات الجامعات في وقت مبكر إميلي سيديبيرغ (طبيبة، تخرجت عام 1895) و إثيل بنيامين (محامية، تخرجت عام 1897).
صدر قانون الطبيبات في عام 1896 واعترف بإثيل بنيامين كمحامية ومحامية من المحكمة العليا في نيوزيلندا في عام 1897.